# Veldhunten
Veldhunten est un hameau situé dans la commune néerlandaise d'Oude IJsselstreek, dans la province de Gueldre.